# ガブリエル・ミリート
ガブリエル・アレハンドロ・ミリート（Gabriel Alejandro Milito, 1980年9月7日 - ）は、アルゼンチン・ブエノスアイレス州ベルナル出身の元サッカー選手、現サッカー指導者。元アルゼンチン代表。現役時代のポジションはディフェンダー。
同じく元サッカー選手のディエゴ・ミリートは実兄。なお、祖父母がカラブリア州コゼンツァ近郊のテッラノーヴァ・ダ・シーバリ出身であるため、イタリアのパスポートも有したイタリア系アルゼンチン人である。

## 経歴

### クラブ

#### CAインデペンディエンテ
ブエノスアイレス州のベルナルに生まれ、1997年にCAインデペンディエンテからデビューした。この頃、兄のFWディエゴ・ミリートはインデペンディエンテのライバルのラシン・クラブに所属しており、アベジャネーダ・ダービーで何回も兄弟対決が実現した。

#### レアル・サラゴサ
2003年7月にはレアル・マドリードへの移籍が決まりかけていたが、メディカルチェックで膝の怪我が完治していないと判断され、移籍は取りやめになった。同月にはレアル・サラゴサと契約を結んだ。4シーズンの間レギュラーとしてプレーし、2005-06シーズンから2シーズンは兄のディエゴと一緒にプレーしている。

#### FCバルセロナ
2007年7月10日、FCバルセロナと4年契約を結んだ。移籍金は1850万ユーロ（1390万ポンド）、年俸は400万ユーロ（270万ポンド）と報道されている。背番号はティアゴ・モッタが着けていた3番を与えられ、9月2日のアスレティック・ビルバオ戦 (3-1) でデビューし、11月24日のレクレアティーボ・ウェルバで初得点を挙げた。2008年5月5日、右膝前十字靭帯を負傷し、2008-09シーズンは1シーズン丸々欠場したため、3冠達成には立ち会っていない。2年近くも試合に出場できなかったが、2009年12月に行われたカーズマSCとの親善試合で602日ぶりにチームに復帰し、2010年1月5日のコパ・デル・レイ、セビージャFC戦1stレグ(1-2)で公式戦に復帰した。セビージャ戦の5日後のCDテネリフェ戦 (5-0) ではカルレス・プジョルとの交代で試合終了間際の7分間だけ出場し、リーグ戦に復帰した。2010年11月11日のコパ・デル・レイ、ADセウタ戦 (5-1) では1得点を挙げたが、この試合で再び負傷した。2011年4月30日のレアル・ソシエダ戦 (2-1) では先発出場してゴールネットを揺らしたが、オフサイドの反則があったとして得点は認められず、更にこの攻撃の際にふくらはぎの筋肉を痛め、残りのシーズンを欠場した。

#### CAインデペンディエンテ復帰
シーズン終了後から古巣CAインデペンディエンテに復帰した。
2012年6月、怪我の影響で今シーズン限りでの引退を表明した。

### 代表
1999年、U-21アルゼンチン代表としてFIFAワールドユース選手権に出場した。
2000年のメキシコ戦でアルゼンチンA代表デビューし、その後はA代表から遠ざかったが、2003年のアメリカ戦に兄のディエゴとともにピッチに立って代表復帰を果たし、その後は兄弟そろって招集されるようになった。2005年にはFIFAコンフェデレーションズカップ2005に出場し、2006年には2006 FIFAワールドカップに招集されてオランダ戦 (0-0) に出場した。2006 FIFAワールドカップにディエゴは招集されなかったが、2010 FIFAワールドカップはディエゴが招集され、ガブリエルは招集されなかった。2010年8月、セルヒオ・バティスタ監督はスペイン戦にガブリエルを招集し、3年以上ぶりに代表復帰を果たした。

### 指導者歴
2015年4月、エストゥディアンテス・デ・ラ・プラタの監督に就任した。
2016年5月12日、古巣であるCAインデペンディエンテの監督に就任し1年半の契約を交わした。
2017-18シーズンより、カンペオナート・ナシオナルのCDオヒギンスと1年半の契約を結んだことが発表された。
2019年3月11日、再びエストゥディアンテスの監督に就任した。
2021年1月、AAアルヘンティノス・ジュニアーズの監督に就任し3年契約を交わした。
2024年3月24日、アトレチコ・ミネイロの監督に就任した。

## エピソード
アルゼンチンのビッグ・クラブのインデペンディエンテの歴史の中でも有数のアイドルの1人とされている。クラブとサポーターが彼のために敬意を表して引退試合が催されることが決まった。そして、2012年12月26日に引退試合が行われて引退した。
ディエゴとガブリエルのミリート兄弟は、レアル･サラゴサでの2シーズンを除き、子供の頃から常に別々のクラブでプレーしていた。ガブリエルがインデペンディエンテに所属していた当時、兄はライバルのラシン・クラブに在籍しており、2003年3月9日のクラシコ・デ・アベジャネーダにおいて兄弟による対戦が実現した。試合中ペナルティエリア付近で弟が兄を倒し、ユニフォームを掴まれたと兄が弟の退場を要求。弟に出されたイエローカードを巡って兄弟が激しく言い争うシーンが見られたが、結果は1対1の引き分けに終わっている。試合中2人がずっと罵り合いを続けスタジアムの大観衆と何万人ものTV視聴者の前で「兄弟喧嘩｣をしたことで、観戦に来ていた母親は怒りスタジアムを退出した。この時彼女は兄弟のガールフレンドたちと一緒であり、穴があったら入りたいほど恥ずかしかったという。

## 個人成績
2011年5月1日時点
| クラブ               | シーズン | 国内リーグ | 国内リーグ | 国内カップ | 国内カップ | 欧州カップ | 欧州カップ | 通算 | 通算 |
| クラブ               | シーズン | 出場       | 得点       | 出場       | 得点       | 出場       | 得点       | 出場 | 得点 |
| -------------------- | -------- | ---------- | ---------- | ---------- | ---------- | ---------- | ---------- | ---- | ---- |
| インデペンディエンテ | 1997-98  | 2          | 0          | –          | –          |            |            | 2    | 0    |
| インデペンディエンテ | 1998-99  | 25         | 0          | –          | –          |            |            | 25   | 0    |
| インデペンディエンテ | 1999-00  | 34         | 2          | –          | –          |            |            | 34   | 2    |
| インデペンディエンテ | 2000-01  | 25         | 1          | –          | –          |            |            | 25   | 1    |
| インデペンディエンテ | 2001-02  | 3          | 0          | –          | –          |            |            | 3    | 0    |
| インデペンディエンテ | 2002-03  | 34         | 0          | –          | –          |            |            | 34   | 0    |
| インデペンディエンテ | 通算     | 123        | 3          | –          | –          |            |            | 123  | 3    |
| サラゴサ             | 2003-04  | 35         | 0          | 0          | 0          | 0          | 0          | 35   | 0    |
| サラゴサ             | 2004-05  | 33         | 3          | 0          | 0          | 10         | 0          | 43   | 3    |
| サラゴサ             | 2005-06  | 34         | 1          | 0          | 0          | 0          | 0          | 34   | 1    |
| サラゴサ             | 2006-07  | 35         | 1          | 4          | 0          | 0          | 0          | 39   | 1    |
| サラゴサ             | 通算     | 137        | 5          | 4          | 0          | 10         | 0          | 151  | 5    |
| バルセロナ           | 2007-08  | 27         | 1          | 6          | 0          | 9          | 0          | 42   | 1    |
| バルセロナ           | 2008-09  | 0          | 0          | 0          | 0          | 0          | 0          | 0    | 0    |
| バルセロナ           | 2009-10  | 11         | 0          | 1          | 0          | 5          | 0          | 17   | 0    |
| バルセロナ           | 2010-11  | 10         | 0          | 4          | 1          | 2          | 0          | 16   | 1    |
| バルセロナ           | 通算     | 48         | 1          | 11         | 1          | 16         | 0          | 75   | 2    |
| 通算                 | 通算     | 308        | 9          | 15         | 1          | 26         | 0          | 349  | 10   |

## 代表歴

### 出場大会
- アルゼンチン代表
  - 2006 FIFAワールドカップ

### 試合数
- 国際Aマッチ 41試合 1得点（2000年-2011年）[22]

| アルゼンチン代表 | 国際Aマッチ | 国際Aマッチ |
| 年               | 出場        | 得点        |
| ---------------- | ----------- | ----------- |
| 2000             | 1           | 0           |
| 2001             | 0           | 0           |
| 2002             | 0           | 0           |
| 2003             | 3           | 0           |
| 2004             | 3           | 0           |
| 2005             | 6           | 0           |
| 2006             | 4           | 0           |
| 2007             | 14          | 1           |
| 2008             | 0           | 0           |
| 2009             | 0           | 0           |
| 2010             | 2           | 0           |
| 2011             | 8           | 0           |
| 通算             | 41          | 1           |

### 得点
| # | 日時           | 場所       | 対戦相手   | スコア | 最終結果 | 大会                              |
| - | -------------- | ---------- | ---------- | ------ | -------- | --------------------------------- |
| 1 | 2007年10月16日 | マラカイボ | ベネズエラ | 1-0    | 2-0      | 2010 FIFAワールドカップ・南米予選 |

## タイトル

### クラブ
インデペンディエンテ
- プリメーラ・ディビシオン : 2002-03A

サラゴサ
- コパ・デル・レイ : 2003-04
- スーペルコパ・デ・エスパーニャ : 2004

バルセロナ
- UEFAチャンピオンズリーグ : 2008-09, 2010-11
- UEFAスーパーカップ : 2009
- FIFAクラブワールドカップ : 2009
- リーガ・エスパニョーラ : 2008-09, 2009-10, 2010-11
- コパ・デル・レイ : 2008-09
- スーペルコパ・デ・エスパーニャ : 2009, 2010